# Afro Puffs
"Afro Puffs" é uma canção da cantora estadunidense The Lady of Rage, lançada como single para a trilha sonora do filme Above the Rim da gravadora Death Row Records. A canção é fez parte da trilha sonora do vídeo game Grand Theft Auto V de 2014. A canção conta com a participação do rapper Snoop Doggy Dogg, e produção de Dr. Dre.

## Origem do título
O termo que o título se refere é um penteado em que o cabelo é amarrado em massas em forma de bola no topo ou nas laterais da cabeça.

## Faixas
| Formatos |                               |         |  |
| N.º      | Título                        | Duração |  |
| 1.       | "Afro Puffs" (Radio version)  | 4:43    |  |
| 2.       | "Afro Puffs" (Extended Remix) | 8:01    |  |
| 3.       | "Afro Puffs" (G-Funk Remix)   | 5:20    |  |
| 4.       | "Afro Puffs" (LP Version)     | 4:09    |  |
| 5.       | "Afro Puffs" (Instrumental)   | 3:05    |  |

### Samples usados
- A versão original conta com samples de "Love That will not Die" de Johnny "Guitar" Watson
- As versões Extended, Instrumental e vídeo contem samples de "Superman Lover" de Johnny "Guitar" Watson.

## Performances ao vivo
A canção foi tocada ao vivo no The Source Awards 1995, bem como nos BET Hip Hop Awards 2008.

## Desempenho nas paradas
| Paradas (1994)                                     | Melhores posições |
| -------------------------------------------------- | ----------------- |
| Estados Unidos (Billboard Hot 100)                 | 57                |
| Estados Unidos (Billboard R&B/Hip-Hop Songs)       | 31                |
| Estados Unidos (Billboard Dance Club Songs)        | 5                 |
| Estados Unidos (Billboard Hot Rap Songs)           | 5                 |
| Estados Unidos (Billboard Hot R&B/Hip-Hop Airplay) | 33                |